# David E. Peckinpah
David Ernest Peckinpah (* 5. September 1951 in Fresno, Kalifornien; † 23. April 2006 in Vancouver) war ein US-amerikanischer Autor, Produzent und Regisseur.
David E. Peckinpah, ein Neffe des Regisseurs Sam Peckinpah, war vor allem für seine Arbeit für Fernsehfilme und -serien bekannt. Von ihm stammen unter anderem die Skripts für Die Schöne und das Biest, Wolf, …und wenn der letzte Reifen platzt, D.E.A. – Krieg den Drogen und Farscape. Für die Serien Palm Beach-Duo, Sliders und Turks schrieb er nicht nur das Drehbuch, sondern er war auch ihr Produzent.
Am 23. April 2006 starb er nach einem Herzanfall.